# Die Geliebte des Mörders
Die Geliebte des Mörders è un film muto del 1924 diretto da Maurice Kéroul e Max Reichmann. Per quest'ultimo, che aveva già lavorato nel cinema sia come assistente che nel settore produttivo, fu l'esordio nella regia.

## Produzione
Il film fu prodotto dalla Goron Film.

## Distribuzione
Venne distribuito nel 1924, presentato in prima a Vienna il 29 febbraio di quell'anno.